# Gouvernement Cioloș
Roumanie
Ponta IV Grindeanu
Le gouvernement Cioloș (en roumain : Guvernul Dacian Cioloș) est le gouvernement de la Roumanie entre le 17 novembre 2015 et le 4 janvier 2017, sous la 7e législature de la Chambre des députés et du Sénat.
Il est dirigé par l'indépendant Dacian Cioloș, successeur du social-démocrate Victor Ponta après sa démission, et se trouve constitué uniquement de technocrates. Il succède au gouvernement Ponta IV et cède le pouvoir au gouvernement du social-démocrate Sorin Grindeanu après la victoire du PSD aux élections législatives de 2016.

## Historique du mandat
Ce gouvernement est dirigé par le nouveau Premier ministre indépendant Dacian Cioloș, anciennement commissaire européen à l'Agriculture. Il est formé uniquement de technocrates, ce qui constitue une première depuis la chute du régime communiste. Il bénéficie du soutien sans participation du Parti social-démocrate (PSD), du Parti national libéral (PNL), de l'Union nationale pour le progrès de la Roumanie (UNPR) et l'Union démocrate magyare de Roumanie (UDMR), et les députés représentant les minorités nationales. Ensemble, ils disposent de 314 députés sur 382, soit 82,2 % des sièges de la Chambre des députés, et 148 sénateurs sur 165, soit 89,7 % des sièges du Sénat.
Il est formé à la suite de la démission du Premier ministre social-démocrate Victor Ponta, au pouvoir depuis 2012.
Il succède ainsi au gouvernement Ponta IV, constitué et soutenu par le PSD et l'Alliance des libéraux et démocrates (ALDE), et dirigé par intérim par le ministre de l'Éducation indépendant Sorin Cîmpeanu.

### Formation
Le président Klaus Iohannis annonce le 10 novembre 2015 qu'il confie à Dacian Cioloș le mandat de former un nouveau gouvernement, six après que Victor Ponta a dû démissionner en raison du scandale créé par l'incendie de la discothèque Colectiv à Bucarest.
Le mandataire présidentiel dévoile le 15 novembre sa liste de ministres, qui comprend notamment deux vice-Premiers ministres et réunit uniquement des experts sans appartenance partisane. Le même jour, le président du Parti social-démocrate Liviu Dragnea indique l'exécutif du PSD a choisi de voter la confiance à la future équipe gouvernementale, l'assurant ainsi d'une confortable majorité dans les deux chambres puisque Dacian Cioloș dispose déjà de l'appui du Parti national libéral, de l'Union nationale pour le progrès et de l'Union démocrate magyare.
Le vote de confiance est programmé deux jours plus tard, le 17 novembre, mais à quelques heures de la séance commune des deux chambres du Parlement, le Premier ministre remplace sa candidate au ministère de la Justice Cristina Guseth — approuvée par la commission parlementaire mais dont l'audition a révélé des faiblesses — par Raluca Prună, fonctionnaire de la Commission européenne. La confiance est effectivement accordée à l'exécutif plus tard dans la journée par 389 voix pour et 115 contre, deux votes étant déclarés nuls.

### Évolution
Le 14 avril 2016, le Premier ministre accepte la démission de la ministre du Travail Claudia Costea, à la suite d'un désaccord au sein du gouvernement sur la réforme des traitements dans le secteur public. Elle est remplacée quatre jours plus tard par le conseiller économique de la chancellerie du chef du gouvernement, Dragoș Pîslaru. Une semaine après seulement, le 25 avril, Dacian Cioloș demande à la ministre des Fonds européens Aura Răducu de se retirer, se disant insatisfait de ses résultats à court terme. C'est le conseiller aux affaires européennes de la chancellerie du Premier ministre, Cristian Ghinea, qui prend sa succession deux jours après.
Dès le lendemain, le 28 avril, le chef de l'exécutif reçoit la démission du ministre de la Culture Vlad Alexandrescu, qui justifie son départ par les conflits engendrés depuis trois semaines par son projet de réforme de l'Opéra national de Bucarest et ce alors qu'il est l'un des ministres les plus appréciés du gouvernement, notamment pour avoir mis un frein définitif à un projet controversé de mine d'or sur un site archéologique de grande valeur. Corina Șuteu, secrétaire d'État du ministère et ancienne directrice de l'Institut culturel roumain à New York, prend sa suite le 3 mai. Le Premier ministre indique six jours plus tard que le ministre de la Santé Patriciu Achimaș-Cadariu (ro) a quitté ses fonctions après que la presse a révélé que plusieurs hôpitaux publics ont cherché à tout prix à acquérir des désinfectants à moindre coût, achetant des produits inefficaces et mettant en danger la santé des patients ; en accord avec le président Iohannis, Dacian Cioloș prend lui-même la direction provisoire du ministère. Vlad Voiculescu (ro), vice-président d'une organisation européenne de malades du cancer, devient ministre de la Santé 11 jours plus tard.
Le Premier ministre annonce le 5 juillet son intention de procéder à un remaniement ministériel touchant quatre postes : le ministre de l'Éducation Adrian Curaj (en) cède sa place à Mircea Dumitru (ro), le ministre démissionnaire des Transports est remplacé par Sorin Bușe, le ministre des Communications Marius Bostan voit ses fonctions confiées à Dragoș Tudorache, chef de la chancellerie du chef du gouvernement, et le ministre délégué aux Expatriés Dan Stoenescu est relevé de ses fonctions au profit de Maria Ligor (la). Delia Popescu devient ministre des Communications le 10 août, mettant fin à cinq semaines d'intérim.
Le ministre des Affaires intérieures Petre Tobă démissionne à son tour le 1er septembre 2016, après que la Direction nationale anticorruption (DNA) a demandé au chef de l'État l'autorisation d'ouvrir une investigation à son encontre, sur des soupçons d'obstruction d'une enquête pour détournement de fonds de la part du service de renseignement du ministère. Le Premier ministre le remplace cinq jours après par Dragoș Tudorache, dont la tâche est principalement d'organiser les élections parlementaires du 11 décembre suivant.

### Succession
À deux mois des élections générales, Dacian Cioloș indique être prêt à entamer un nouveau mandat à la présidence du gouvernement roumain. Il reçoit alors le soutien du Parti national libéral (PNL) et de l'Union sauvez la Roumanie (USR), qui s'engagent à le proposer pour diriger l'exécutif en cas de victoire. Le scrutin voit cependant la large victoire du Parti social-démocrate (PSD), qui rate de peu la majorité absolue à la Chambre des députés et au Sénat, et souhaite gouverner avec l'Alliance des libéraux et démocrates (ALDE). Sur proposition du PSD, le président Iohannis nomme l'ancien ministre des Communications Sorin Grindeanu au poste de Premier ministre le 30 décembre 2016, après avoir repoussé la candidature de Sevil Shhaideh, premier choix du Parti social-démocrate. Le 4 janvier 2017, le gouvernement Grindeanu obtient la confiance des deux chambres par 295 voix favorables contre 133 oppositions.

## Composition

### Initiale (17 novembre 2015)
| Fonction                                                                                               | Titulaire | Titulaire | Parti |
| --- | --------- | --- | ----- |
| Premier ministre                                                                                       |           | Dacian Cioloș | Sans  |
| Vice-Premier ministre Ministre du Développement régional et de l'Administration publique               |           | Vasile Dîncu | Sans  |
| Vice-Premier ministre Ministre de l'Économie, du Commerce et des Relations avec le milieu des affaires |           | Costin Borc | Sans  |
| Ministre des Affaires étrangères                                                                       |           | Lazăr Comănescu | Sans  |
| Ministre des Affaires intérieures                                                                      |           | Petre Tobă | Sans  |
| Ministre de l'Agriculture et du Développement rural                                                    |           | Achim Irimescu | Sans  |
| Ministre de la Défense nationale                                                                       |           | Mihnea Motoc | Sans  |
| Ministre de la Culture                                                                                 |           | Vlad Alexandrescu (jusqu'au 03/05/2016) Corina Șuteu (à partir du 05/2016)                                          | Sans  |
| Ministre de l'Énergie                                                                                  |           | Victor Vlad Grigorescu                                                                                              | Sans  |
| Ministre de l'Éducation nationale et de la Recherche scientifique                                      |           | Adrian Curaj | Sans  |
| Ministre des Finances publiques                                                                        |           | Anca Dragu | Sans  |
| Ministre des Fonds européens                                                                           |           | Aura Răducu (jusqu'au 25/04/2016) Cristian Ghinea (à partir du 27/04/2016)                                          | Sans  |
| Ministre de la Justice                                                                                 |           | Raluca Prună | Sans  |
| Ministre de l'Environnement, des Eaux et des Forêts                                                    |           | Cristina Pașca Palmer                                                                                               | Sans  |
| Ministre du Travail, de la Famille, de la Protection sociale et des Personnes âgées                    |           | Claudia Costea (jusqu'au 14/04/2016) Dragoș Pîslaru (à partir du 18/04/2016)                                        | Sans  |
| Ministre des Communications et de la Société de l'information                                          |           | Marius-Raul Bostan                                                                                                  | Sans  |
| Ministre de la Santé                                                                                   |           | Patriciu Achimaș-Cadariu (jusqu'au 09/05/2016) Dacian Cioloș (par intérim) Vlad Voiculescu (à partir du 20/05/2016) | Sans  |
| Ministre de la Jeunesse et des Sports                                                                  |           | Elisabeta Lipă | Sans  |
| Ministre des Transports                                                                                |           | Marian Costescu | Sans  |
| Ministre déléguée à la Consultation publique et au Dialogue social                                     |           | Violeta Alexandru                                                                                                   | Sans  |
| Ministre délégué aux Expatriés                                                                         |           | Dan Stoenescu | Sans  |
| Ministre délégué aux Relations avec le Parlement                                                       |           | Ciprian Bucur | Sans  |
| Chef de la chancellerie du Premier ministre                                                            |           | Dragoș Tudorache | Sans  |

### Remaniement du 5 juillet 2016
- Les nouveaux ministres sont indiqués en gras, ceux ayant changé d'attributions en italique.

| Fonction                                                                                               | Titulaire | Titulaire                                                 | Parti |
| --- | --------- | --------------------------------------------------------- | ----- |
| Premier ministre                                                                                       |           | Dacian Cioloș                                             | Sans  |
| Vice-Premier ministre Ministre du Développement régional et de l'Administration publique               |           | Vasile Dîncu                                              | Sans  |
| Vice-Premier ministre Ministre de l'Économie, du Commerce et des Relations avec le milieu des affaires |           | Costin Borc                                               | Sans  |
| Ministre des Affaires étrangères                                                                       |           | Lazăr Comănescu                                           | Sans  |
| Ministre des Affaires intérieures                                                                      |           | Petre Tobă (jusqu'au 07/09/2016) Dragoș Tudorache         | Sans  |
| Ministre de l'Agriculture et du Développement rural                                                    |           | Achim Irimescu                                            | Sans  |
| Ministre de la Défense nationale                                                                       |           | Mihnea Motoc                                              | Sans  |
| Ministre de la Culture                                                                                 |           | Corina Șuteu                                              | Sans  |
| Ministre de l'Énergie                                                                                  |           | Victor Vlad Grigorescu                                    | Sans  |
| Ministre de l'Éducation nationale et de la Recherche scientifique                                      |           | Mircea Dumitru                                            | Sans  |
| Ministre des Finances publiques                                                                        |           | Anca Dragu                                                | Sans  |
| Ministre des Fonds européens                                                                           |           | Cristian Ghinea                                           | Sans  |
| Ministre de la Justice                                                                                 |           | Raluca Prună                                              | Sans  |
| Ministre de l'Environnement, des Eaux et des Forêts                                                    |           | Cristina Pașca Palmer                                     | Sans  |
| Ministre du Travail, de la Famille, de la Protection sociale et des Personnes âgées                    |           | Dragoș Pîslaru                                            | Sans  |
| Ministre des Communications et de la Société de l'information                                          |           | Dragoș Tudorache a.i. (jusqu'au 10/08/2016) Delia Popescu | Sans  |
| Ministre de la Santé                                                                                   |           | Vlad Voiculescu                                           | Sans  |
| Ministre de la Jeunesse et des Sports                                                                  |           | Elisabeta Lipă                                            | Sans  |
| Ministre des Transports                                                                                |           | Sorin Bușe                                                | Sans  |
| Ministre déléguée à la Consultation publique et au Dialogue social                                     |           | Violeta Alexandru                                         | Sans  |
| Ministre déléguée aux Expatriés                                                                        |           | Maria Gligor                                              | Sans  |
| Ministre délégué aux Relations avec le Parlement                                                       |           | Ciprian Bucur                                             | Sans  |
| Chef de la chancellerie du Premier ministre                                                            |           | Dragoș Tudorache                                          | Sans  |